# 章忠民
章忠民（1962年—），安徽宣城人，上海财经大学教授。

## 生平
1979年进入安徽师范大学政教系学习，1986年硕士毕业后留校任教。1996年于武汉大学获博士学位，同年进入福建师范大学任教。1999年至2001年在复旦大学哲学系博士后流动站工作，出站后于上海财经大学任教。曾任上海财经大学马克思主义学院院长，现任上海财经大学马克思主义学院三级教授、博士生导师。

## 学术贡献
主要从事马克思主义理论、党史党建和经济哲学教学与研究工作。发表论文130余篇，出版专著8部。主持教育部哲学社会科学研究重大课题攻关项目等课题二十余项。研究成果曾获上海市哲学社会科学优秀成果一等奖、二等奖等。

## 社会兼职
教育部第三轮、第四轮学科评估特聘专家，上海市党的二十大精神专家宣讲团成员，上海市委讲师团成员，上海市“习近平新时代中国特色社会主义思想概论”分教学指导委员会副主任委员。